# جورج إدوارد إليس
جورج إدوارد إليس (بالإنجليزية: George Edward Ellis)‏ هو مؤرخ أمريكي، ولد في 8 أغسطس 1814، وتوفي في 20 ديسمبر 1894.